# David Konstan
David Konstan (geboren am 1. November 1940 in New York City, gestorben am 3. Mai 2024) war ein US-amerikanischer Klassischer Philologe, der an der Wesleyan University (1967–1987), der Brown University (1987–2010) und der New York University (seit 2010) wirkte. Er trat durch Editionen und Studien zur römischen Dichtung, zum antiken Roman, zur griechischen Philosophie und zur antiken Geisteswelt hervor.

## Leben

### Studium und akademische Laufbahn
David Konstan studierte Klassische Philologie an der Columbia University, wo er 1961 den Bachelorabschluss mit dem Hauptfach Mathematik erlangte. Anschließend wählte er als Hauptfächer Griechisch und Latein, in denen er 1963 seinen Mastergrad erhielt. Nach dem Studium lehrte er von 1964 bis 1965 am Hunter College und von 1965 bis 1967 am Brooklyn College Klassische Philologie und bereitete nebenbei seine Dissertation über Catulls 64. Gedicht vor, mit der er 1967 an der Columbia University zum Ph. D. promoviert wurde.
Nach der Promotion erhielt Konstan 1967 eine Stelle als Assistant Professor of Classics an der Wesleyan University. Dort wurde er 1972 zum Associate Professor und 1977 zum Jane A. Seney Professor of Greek ernannt. 1987 wechselte er an die Brown University als Professor of Classics and Comparative Literature. Während seiner mehr als 20-jährigen Zeit an dieser Universität beteiligte er sich auch an der Selbstverwaltung der Universität: 1988/89 war er Leiter des Graduiertenstudiums in seinem Fach, später mehrmals Vorsitzender der Abteilung für Klassische Philologie. Ab 1992 erhielt er eine Stiftungsprofessur mit der Umschreibung John Rowe Workman Distinguished Professor of Classics and the Humanistic Tradition. Ab 2002 wirkte er außerdem als Professor der Graduate Faculty of Theatre, Speech and Dance. Ab 2005 war er assoziiertes Mitglied des Instituts für Philosophie.
2010 ließ sich Konstan im Alter von 69 Jahren an der Brown University emeritieren und beendete seine dortige Tätigkeit. Er blieb jedoch weiterhin in Lehre und Forschung aktiv und lehrte seit 2010 als Professor of Classics an der New York University.
Zusätzlich zu seinem akademischen Lehramt engagierte sich Konstan in verschiedenen wissenschaftlichen Vereinen. Als langjähriges Mitglied der Classical Association of New England und der American Philological Association beteiligte er sich in verschiedenen Funktionen an der Leitung dieser Vereine. 1999 war er Präsident der APA und von 2002 bis 2006 einer ihrer Vertreter bei der Fédération Internationale des Associations d’Études Classiques. Darüber hinaus leitete er von 1988 bis 1990 das Boston Area Colloquium in Ancient Philosophy und war von 1996 bis 2001 Senior Fellow am Center for Hellenic Studies.
Während seiner Laufbahn erhielt Konstan zahlreiche Forschungsstipendien, darunter Fellowships des National Endowment for the Humanities (1990 und 2004), des American Council of Learned Societies (1991), des Rockefeller Centers (1991), der Guggenheim-Stiftung (1994) und des National Humanities Center (1995). 2009 verlieh ihm die Polnische Neuropsychologische Gesellschaft den Kopernikus-Preis. Die American Academy of Arts and Sciences wählte ihn 2009 zum Mitglied, die Australian Academy of the Humanities ernannte ihn 2012 zum Ehrenmitglied. Im Oktober 2014  verlieh ihm die Sprachwissenschaftliche Fakultät der Universität Uppsala die Ehrendoktorwürde.

### Gastprofessuren und Vortragsreisen
Als Referent, Gastdozent und -forscher hatte Konstan zahlreiche Aufenthalte an verschiedenen nordamerikanischen Universitäten. Er hielt mehrmals Vorträge am Smith College (1975, 1979, 1985, 1992), an der University of California at Los Angeles (1977, 1985, 1987), der Cornell University (1983, 1985, 1988, 1992), der Johns Hopkins University (1983, 1995, 2007), der University of Cincinnati (1985, 2002, 2009) und der University of Toronto (1986, 1992, 2001, 2012). Dazu kamen Einladungen ins Ausland, die ihn zunächst nach Italien (1986, 1988) und Frankreich (1986) führten. Besonders häufig besuchte er englischsprachige Länder, so mehrmals Australien (1988, 1990, 1991, 2007, 2011, 2013), Neuseeland (1988, 1991, 2002), Schottland (1991, 2002, 2014) und England (1991, 1995, 2000, 2014), wo er 1995 an der University of Cambridge die Corbett Lecture hielt.
1993 besuchte er Simbabwe und Südafrika, wo er mehrere Vorträge hielt: In Harare an der University of Zimbabwe und bei der Classical Association of Central Africa, in Durban und Pietermaritzburg bei der Universität von Natal, in Kapstadt an der Universität Kapstadt, in Johannesburg an der Witwatersrand-Universität und an der Rand Afrikaans University sowie an der Universität Pretoria.
Eine ausgedehnte Studien- und Vortragsreise in Europa unternahm Konstan 1996. Bei dieser Gelegenheit hielt er Vorträge an Universitäten in Spanien, Italien (Universität Palermo), Norwegen, Schweden, Finnland und Portugal. 1999 besuchte er Kuba und hielt Vorträge an der Universität von Havanna und bei der dortigen Unión Latina. 2000 reiste er nach Brasilien, 2001 nach Griechenland, Spanien und Schottland, 2002 nach Venezuela und Argentinien, 2003 nach Chile, 2004 in die Niederlande, nach Kolumbien und Peru, 2005 erneut nach Norwegen, Spanien und England, 2006 in die Schweiz und nach Deutschland, wo er mehrere Vorträge an der Humboldt-Universität zu Berlin im Sonderforschungsbereich Transformationen der Antike hielt. Im selben Jahr lud ihn die Universität Ibadan in Nigeria ein, die Constantine Leventis Memorial Lecture zu halten.
Im April und Mai 2009 hielt sich Konstan an der Universität Tel Aviv auf. Er hatte dazu ein Stipendium des Mortimer and Raymond Sackler Institute of Advanced Studies erhalten. 2013 besuchte er die Universität zum zweiten Mal. Das Thema seines dortigen Aufenthalts war das antike Konzept der Vergebung und Versöhnung, über das er zu dieser Zeit verschiedene Publikationen vorbereitete.
Weitere Auslandsaufenthalte als Gastforscher und -referent hatte Konstan 2013 in Mexiko, 2014 in Litauen, Deutschland (Universität Tübingen, Universität Freiburg), Spanien (Universität Valencia) und an der Bibliotheca Alexandrina (über Skype).

## Wissenschaftliches Werk

### Römische Dichtung, antiker Roman, griechische Philosophie
Konstan beschäftigte sich mit verschiedenen Aspekten der griechisch-römischen Literatur und Kultur. Er veröffentlichte Studien zur Philosophie der Antike, zur römischen Dichtung (Catull, Horaz, Komödie) und zum antiken Roman. Sein Buch Some Aspects of Epicurean Psychology (1973) wurde 2007 ins Italienische übersetzt und erschien 2008 in überarbeiteter Form unter dem Titel A Life Worthy of the Gods: The Materialist Psychology of Epicurus; in der Fachwelt wurde es positiv aufgenommen.
Konstan beteiligte sich außerdem am Ancient Commentators on Aristotle Project (ACA), das die erhaltenen antiken und byzantinischen Kommentare zu Aristoteles in englischen Übersetzungen herausgibt. Seine Übersetzung Simplicius on Aristotle’s Physics 6 (1989) wurde vom Choice Magazine mit dem Choice Award for Outstanding Academic Title 1988/89 ausgezeichnet. Darüber hinaus übersetzte er die verschiedenen Kommentare zu Aristoteles’ Schrift über die Freundschaft (2001) und den Kommentar des Aspasios zu den Büchern 1–4 und 7–8 der Nikomachischen Ethik (2006).
Konstan veröffentlichte auch Editionen und Übersetzungen anderer philosophischer Schriften. Zusammen mit vier anderen Philologen (Diskin Clay, Clarence Glad, Johan Thom und James Ware) veröffentlichte Konstan eine kommentierte Übersetzung von Philodemos’ Schrift Peri Parrhesias (On Frank Criticism, 1998) und zusammen mit Donald Andrew Russell die erste englische Übersetzung von Heraklits Homerischen Forschungen (Heraclitus: Homeric Problems, 2005). Er übersetzte die Sammlung der Fragmente und Exzerpte des Stoikers Hierokles von Ilaria Ramelli ins Englische (2009).

### Antikes Geistesleben
Durch seine Studien zur griechischen Philosophie und Literatur gelangte Konstan zu allgemeinen Themen des antiken Geisteslebens. Er verfasste unter anderem Bücher über Liebe und Sexualität im griechischen Roman (Sexual Symmetry: Love in the Ancient Novel and Related Genres, 1994), über Freundschaft (Friendship in the Classical World, 1997; übersetzt ins Portugiesische und Arabische) und über Emotionen. Für sein Buch Emotions of the Ancient Greeks (2006) erhielt er 2008 den Charles J. Goodwin Award of Merit der American Philological Association. Konstan analysierte die von Aristoteles in der Rhetorik klassifizierten Emotionen und hob besonders die Schwierigkeiten bei der adäquaten Wiedergabe im Englischen hervor: Die antiken Emotionen hätten keine direkten Entsprechungen im modernen Englisch, also sei es Aufgabe des Philologen, ihre genaue Bedeutung innerhalb des damaligen Wertesystems darzustellen.
Entsprechend hatte Konstan den Begriffen für Mitleid und Mitgefühl bereits nachgespürt in seinem Buch Pity Transformed (2001). Konstan analysierte die antiken Entsprechungen von Pity und Compassion bei Aristoteles in verschiedenen Kontexten (Gesetze, Menschlichkeit, Religion, Politik), gab Ausblicke auf die Entwicklung der Begriffe im Christentum und bezog dabei verschiedene wissenschaftliche Disziplinen (Psychologie, Biologie, Anthropologie, Philosophie und Literatur) ein.
Zusammen mit Ilaria Ramelli verfasste Konstan eine Studie zur Bedeutung der griechischen Adjektive aionios und aïdios, die in etwa „ewig“ heißen. In seinem Buch mit dem Titel Before Forgiveness: The Origins of a Moral Idea (2010) verfocht Konstan die These, dass das Konzept der interpersonalen Vergebung erst im 18. und 19. Jahrhundert im Rahmen der Säkularisierung jüdisch-christlichen Gedankenguts ausgearbeitet wurde, mithin in der klassischen Antike nicht existiert habe und auch im antiken Judentum und Christentum (bei den Kirchenvätern) sehr eingeschränkt gewesen sei. 2014 veröffentlichte Konstan ein Buch über das antike Schönheitskonzept unter dem Titel Beauty: The Fortunes of an Ancient Greek Idea.

## Schriften (Auswahl)
- Some Aspects of Epicurean Psychology. Leiden 1973 (Philosophia Antiqua 25)
  - Italienische Übersetzung von Ilaria Ramelli: Lucrezio e la psicologia epicurea. Milano 2007 (vollständig überarbeitete und aktualisierte Fassung)
  - Englische Neuausgabe unter dem Titel: A Life Worthy of the Gods: The Materialist Psychology of Epicurus. Las Vegas 2008
- Catullus’ Indictment of Rome: The Meaning of Catullus 64. Amsterdam 1977 (erweiterte Dissertation)
- Roman Comedy. Ithaca (NY) 1983
- Simplicius on Aristotle’s Physics 6 (Ancient Commentators on Aristotle). Ithaca (NY)/London 1989
- Sexual Symmetry: Love in the Ancient Novel and Related Genres. Princeton 1994
- Greek Comedy and Ideology. New York 1995
- Friendship in the Classical World. Cambridge 1997
  - Portugiesische Übersetzung von Marcia Epstein Fiker: A amizade no mundo clássico. São Paulo 2005
  - Arabische Übersetzung: Abu Dhabi 2011
- mit Diskin Clay, Clarence Glad, Johan Thom und James Ware: Philodemus On Frank Criticism: Introduction, Translation and Notes. Atlanta 1998
- Commentators on Aristotle on Friendship: Aspasius, Anonymous, Michael of Ephesus on Aristotle’s Nicomachean Ethics 8 and 9 (Ancient Commentators on Aristotle). Ithaca (NY)/London 2001, ISBN 978-0-7156-3071-6
- mit Heather McHugh: Euripides Cyclops. Oxford 2001
- Pity Transformed. London 2001, ISBN 0-7156-2904-2
- mit Donald Andrew Russell: Heraclitus: Homeric Problems. Atlanta 2005, ISBN 1-58983-122-5
- The Emotions of the Ancient Greeks: Studies in Aristotle and Classical Literature. Toronto 2006, ISBN 0-8020-9103-2
- Aspasius, On Aristotle Nicomachean Ethics 1–4, 7–8 (Ancient Commentators on Aristotle). London/Ithaca (NY) 2006, ISBN 978-1-4725-5813-8
- mit Ilaria Ramelli: Terms for Eternity: aiônios and aïdios in Classical and Christian Texts. Piscataway 2007, ISBN 978-1-59333-694-3
- Before Forgiveness: The Origins of a Moral Idea. Cambridge 2010, ISBN 978-0-521-19940-7
- Beauty: The Fortunes of an Ancient Greek Idea. Oxford 2014, ISBN 978-0-19-992726-5

Herausgeberschaft
- mit Kurt Raaflaub: Epic and History. New York 2009, ISBN 978-1-4051-9307-8
- mit Charles L. Griswold: Ancient Forgiveness: Classical, Judaic, and Christian. Cambridge 2012, ISBN 978-0-521-11948-1
- mit Myrto Garani, Gretchen Reydams-Schils: The Oxford Handbook of Roman Philosophy. Oxford University Press, Oxford 2023.